# Chlorophorus parens
Chlorophorus parens là một loài bọ cánh cứng trong họ Cerambycidae.